# Кшчонув-Другий
Кшчонув-Другий (пол. Krzczonów Drugi) — село в Польщі, у гміні Кшчонув Люблінського повіту Люблінського воєводства.
Населення — 153 особи (2011).

## Демографія
Демографічна структура станом на 31 березня 2011 року:
|          | Загалом | Допрацездатний вік | Працездатний вік | Постпрацездатний вік |
| -------- | ------- | ------------------ | ---------------- | -------------------- |
| Чоловіки | 77      | 17                 | 44               | 16                   |
| Жінки    | 76      | 11                 | 34               | 31                   |
| Разом    | 153     | 28                 | 78               | 47                   |